# Orodes de Vananda
Orodes (em grego: Ὀρώδης; romaniz.: Orōdēs; em armênio/arménio: Վորոթ; romaniz.: Vorot’) foi um nobre armênio (nacarar) do século IV da dinastia local de Vananda, ativo durante o reinado do rei Tigranes VII (r. 339–350).

## Nome
Orodes (Ὀρώδης, Orōdēs) é a forma grega do iraniano médio Verode / Urude (em parta: 𐭅𐭓𐭅𐭃, Wērōd/Urūd). Sua etimologia é disputada, mas foi proposto que tenha se originado no iraniano antigo *Hurauda, "de forma acentuada". Foi registrado em persa médio como Viroi (Wīrōy), em parta como Virode (Wīrōδ), em persa novo como Viru (ویرو) e em armênio como Vorote (Վորոթ, Vorot’).

## Vida
A parentela de Orodes é desconhecida, mas se sabe que pertencia à dinastia local de Vananda. Nina Garsoïan propôs que foi naapetes (chefe) de sua família antes de Artabano. Em 341, participou na comitiva que levou Hesíquio para Cesareia Mázaca, onde foi consagrado católico da Armênia.